# 2MASS J11131694-0002467
2MASS J11131694-0002467 ist ein etwa 300 Lichtjahre von der Erde entfernter L0-Zwerg im Sternbild Löwe. Seine Position verschiebt sich aufgrund seiner Eigenbewegung jährlich um 0,0425 Bogensekunden. Er wurde 2002 von Suzanne L. Hawley et al. entdeckt.